# تطعيم الشق السنخي
تطعيم الشق السنخي هو إجراء جراحي، يُستخدم بغرض إصلاح عيب في الفك العلوي مترافق مع شقوق الشفة والحنك، إذ يُملأ العيب العظمي بالعظم أو بديل العظم، وتُغلق أي ثقوب بين الفم والأنف.
يتطور الشق السنخي عن فشل اندماج قادمة الفك العلوي مع الفك العلوي مخلفًا عيبًا عظميًا. ينتشر لدى الأشخاص الذين يعانون من شقوق الحنك بكثرة، ويرتبط بالثقوب بين الفم والأنف التي تؤثر على الكلام، يسمح أيضًا بوصول السوائل إلى الأنف عند تناول الطعام والشراب.
عادةً ما تغلق العمليات الجراحية على سقف الفم الثقب الأكبر بين الفم والأنف (الناتج عن شق الحنك) في وقت مبكر من العمر، لكنها لا تصلح العيب العظمي أو أي ثقوب أخرى أمامية بين الحنك والشفة العلوية. في عمر الثامنة تقريبًا، وقبل أن يبدأ النابان العلويان في البزوغ داخل العيب العظمي (الشق)، يُستخدم تقويم الأسنان أولًا بغرض توسيع الفك العلوي وتحديد موضع قادمة الفك العلوي. بعد ذلك، يخضع المريض إلى جراحة لوضع العظم أو بديل العظم في العيب العظمي، إذ يسمح هذا الإجراء باندماج قادمة الفك العلوي مع بقية الفك العلوي، ما يوفر عظمًا كافيًا لبزوغ النابين العلويين، ويغلق أي ثقوب متبقية بين الفم والأنف. في حال اكتمال الاندماج مبكرًا، ستبزغ الأنياب مع دعم عظمي جيد وتبقى في صحة جيدة.

## استخداماته الطبية
يُستخدم تطعيم الشق السنخي في المقام الأول من أجل السماح ببزوغ الأنياب العلوية في الفم بين عمري 8-13 سنة. يُستخدم أيضًا في إغلاق النواسير الفموية الأنفية، وإيقاف رجوع السوائل إلى الأنف، وتحسين القدرة الكلامية، ودعم القواطع الجانبية العلوية وتركيز الفك من أجل تقويم الأسنان أو الجراحة التقويمية.

## التعافي
تُشفى الجروح الفموية في غضون 7-10 أيام مع تعليمات تشمل الابتعاد عن السوائل لمدة 5 أيام، وعدم زيادة ضغط الأنف أو الجيوب لمدة 2-3 أسابيع. تظهر الأدلة الشعاعية على تشكل الطعم العظمي بعد 8 أسابيع تقريبًا. يمكن أن تبدأ حركة الأسنان نحو الطعم العظمي في غضون 3 أشهر من ملاحظة اندماج الطعم شعاعيًا. تختلف فترة شفاء المكان الذي أُخذ منه الطعم اعتمادًا على موقعه (إذا كان الطعم ذاتيًا)، مع تقرح العرف الحرقفي الأمامي لمدة 2-3 أسابيع.
تصل نسبة نجاح تطعيم العظم في الجراحة الأولى إلى 85% تقريبًا، لكنها قد تختلف باختلاف التقنية ومواد التطعيم العظمي.
يستطيع تقويم الأسنان إغلاق المسافة بين القاطعة المركزية والناب العلوي في 50-75% من الحالات، وبالنسبة لأولئك الذين يتعذر إغلاق المسافة لديهم، يمكن إغلاق الفجوة عبر زرعة سنية بمجرد توقف النمو.

## لمحة تاريخية
جرت المحاولات الأولى في تطعيم مرضى الشقوق بواسطة ليكسير (1908) ودراكتر (1914). بين عامي 1921 و1952، جرت محاولات متنوعة لتطعيم المرضى باستخدام المحارة الأنفية والضلوع وغيرها من مواقع أخذ الطعوم. أبلغ شميد (1954) في اجتماعات عامي 1951 و1952 عن علاج المرضى باستخدام طعوم عظمية من العرف الحرقفي، لكنه صرح: «قُدم الإجراء للمناقشة فحسب». بحلول عام 1964، اكتسب الطعم المأخوذ من العرف الحرقفي شعبيةً وقُدم في اجتماعات عدة.